# Хуртиг, Лиза
Лиза Хуртиг (швед. Lisa Hurtig, урождённая Ланц, Lantz, род. 26 августа 1987, Швеция) — шведская футболистка, выступавшая на позиции защитника в шведском клубе «Линчёпинг» в высшей лиге в 2017—2020 годах. Завершила карьеру после окончания сезона 2020 года.

## Биография
Родилась 26 августа 1987 года. Выросла в Дельсбу. Играла в молодёжном клубе «Дельсбу».
Клубную карьеру начала в клубе «Сундсвалль» в городе Сундсвалль, где играла 43 игры в двух сезонах в Дивизионе 1.
Перед сезоном 2007 года переехала в Бялинге в лене Уппсала, чтобы играть 32 игры в двух сезонах в клубе «Бялинге» в высшей лиге, большинство из которых — с самого начала.
Затем переехала в Умео, где играла пять сезонов в клубе «Умео Сёдра» в Дивизионе 1 (2009—2012) и в недавно сформированной второй лиге (Элитэттан, 2013).
Перед сезоном 2014 года перешла в клуб «Умео ИК», где играла 71 игру в трёх сезонах в высшей лиге, 69 игр — с самого начала.
Перед сезоном 2017 года перешла в клуб «Линчёпинг», который в 2017 году стал чемпионом Швеции, где играла 90 игр в четырёх сезонах, 73 игры — с самого начала. В клубе познакомилась с будущей супругой.
Последней в её карьере стала игра в воскресенье 15 ноября 2020 года с «Кристианстад» на футбольной арене «Кристианстад», завершившаяся победой «Линчёпинга» со счётом 1—2.
За клубную карьеру сыграла более 300 игр.

## Достижения

### Клубные
Линчёпинг
- Чемпион Швеции: 2017

## Личная жизнь
Хуртиг — лесбиянка. 16 августа 2019 года она объявила, что сочеталась браком с Линой Хуртиг, своей коллегой по команде «Линчёпинг», ныне играющей на позиции нападающей в итальянском клубе «Ювентус» в высшей лиге и за женскую сборную Швеции по футболу. В марте 2021 года Лиза объявила, что беременна первым ребёнком. У пары родилась дочь.